# Бардилис
Бардилис I (на старогръцки: Βάρδυλις; на латински: Bardylis, Bardyllis; * ок. 450 пр.н.е., † 358 пр.н.е.) е илирийски цар в Дардания през 385 – 358 пр.н.е. Вече стар той загубва живота си в битка против македонския цар Филип II Македонски.

## Живот
Бардилис произлиза от илирийскто племе на дарданите и първо е въглищен работник. Той въстава и води войни против горно-македонския княз Сирас.
Той основава династия и увеличава могъщността на илирите. Македонците и епириотите му плащат трибути. През 360/359 пр.н.е. Пердика III Македонски води поход против илирийците и е напълно поразен от него в битка, при която 4000 македонци загубват живота си.
Неговата дъщеря или внучка Аудата се омъжва през 359 пр.н.е. за Филип II Македонски и взема името Евридика. Филип II иска от него да напусне всички завзети територии в Македония. През 358 пр.н.е. се стига до битка в Линкестида (Lynkestis). Илирийците загубват 7000 души и вече стария цар Бардилис и трябва да напуснат териториите източно от Охридското езеро до Линкестда. Така Македония се освобождава от дългото илирийско робство.
Бардилис е баща на Клейт. Един друг Бардилис II (упр. 295 – 290 пр.н.е.) е негов внук (син на Клейт) и чрез дъщеря му Бирцена е тъст на епирския цар Пир.